# Казуальная игра
Казуальная игра (от англ. casual game) — компьютерная игра, предназначенная для широкого круга пользователей. Казуальные игры отличаются простыми правилами и не требуют от пользователя затрат времени на обучение или каких-либо особых навыков; они дёшевы в разработке и при дистрибуции. Многие подобные игры обладают также яркой и привлекательной графикой и минимумом текста. Казуальным играм противопоставляют «хардкорные» игры со сложными правилами, рассчитанные на сравнительно узкую аудиторию опытных игроков.
В настоящее время определение таких игр по жанру чётких границ не имеет и к казуальным относят игры, которые относительно невелики размером и распространяются преимущественно посредством цифровой дистрибуции.

## История
Казуальные игры как отдельное направление, которое противопоставляется хардкорным играм, начало популяризироваться с 2000 года. Несмотря на это, казуальные игры являются и самыми первыми играми, которые появились на компьютерах и игровых приставках.
В 2001 году компания PopCap запустила игру под названием Bejeweled. Как признаются сами представители компании, «мы даже не представляли, что эта скромная игра, основанная на перестановке бриллиантиков, зародит целый жанр — казуальные игры».
Пасьянс «Косынка» от Microsoft, бесплатно распространявшийся с Windows, признается как первая успешная казуальная игра, в которую с момента выхода играло более 400 млн человек. В 1989 году компания Nintendo выпустила на Game Boy игру Тетрис. Тетрис на Game Boy оказался чрезвычайно популярен и стал одной из игр, которые принесли успех новой на тот момент консоли.
Казуальные игры дебютировали в онлайне в 1996 году на сайтах Gamesville и Uproar, которые предлагали мультиплеерные HTML-игры таких жанров, как карточные игры, бинго, пазлы. Появление технологии флеш вызвало бум в развитии онлайн-игр, но в то же время вынудило разработчиков ограничиваться использованием одной кнопки мыши и создавать простые игры, которые можно завершить за короткую игровую сессию. Одна из наиболее известных казуальных игр, Bejeweled, появилась в 2001 году как флеш-игра.
В 2005 году крупнейшие разработчики, издатели и дистрибьюторы казуальных игр объединились в Ассоциацию казуальных игр (англ. Casual Games Association).
В развитии индустрии казуальных игр не последнюю роль сыграла общедоступность Интернета — зародившиеся технологии электронной коммерции (платёжные сервисы) и передача дистрибутивов через Интернет позволили сделать механизм покупки и получения игр быстрым и удобным.
В России подход с кредитными карточками оказался достаточно сложным и поэтому российская индустрия казуальных игр получила распространение только в 2006—2007 годах, когда стало возможным совершать оплату электронных товаров через мобильный телефон путём отправки и получения SMS-сообщений. Кроме того, российские граждане отличаются тем, что прежде чем что-либо покупать, всегда стремятся это опробовать. Разработчики компьютерных игр учли это и специально сделали игры по принципу «сначала пробуй».

## Описание
Простейшими казуальными играми можно назвать те, которые включаются в стандартную поставку дистрибутивов операционных систем.
Казуальные игры по своему уровню сложности годятся практически для любой категории пользователей компьютера. Зачастую время на прохождение таких игр невелико, а потому они хорошо подходят для тех, кто не может уделять игре много времени.
Дистрибутивы таких игр обычно имеют небольшой размер и распространяются так, чтобы их было легко скачать и тут же начать игровой процесс.